# Sequestro em massa de Zanfara
O sequestro em massa de Zanfara ocorreu em 26 de fevereiro de 2021, quando 317 meninas de 12 a 17 anos foram sequestradas por bandidos armados que invadiram a Escola Secundária de Ciências para Meninas do Governo, um internato em Jangebe (também representado por Dengebe), Zanfara, Nigéria. É o segundo sequestro em escola na Nigéria durante 2021, ocorrendo menos de duas semanas após o sequestro de Kagara, no qual mais de 40 pessoas foram sequestradas em uma invasão em uma escola estadual no estado do Níger.

## Contexto
Manter crianças em idade escolar como reféns por resgate tornou-se bastante comum na Nigéria. Os grupos criminosos armados, descritos pelo governo como "bandidos", frequentemente têm como alvo os moradores locais e a população de baixa renda, em vez de cidadãos estrangeiros ou empresários ricos. Já que a maioria das pessoas está disposta a pagar para salvar seus filhos, isso fornece uma fonte estável de renda para esses grupos. Envolver crianças também ganha publicidade de tais grupos por meio da notoriedade, bem como da restrição de ações duras por parte do governo. Casos de alto perfil incluem o sequestro de Chibok pelo grupo jihadista Boko Haram em 2014. Entre 2011 e 2020, os nigerianos gastaram cerca de US$ 18 milhões em resgate, com a maior parte dele sendo gasto na segunda metade da década. Os sequestros também foram realizados por outro grupo jihadista chamado Estado Islâmico Província da África Ocidental.
Nove dias antes deste incidente, pelo menos 42 pessoas, incluindo 27 alunos, três professores e nove familiares, foram sequestrados e um aluno foi morto em uma invasão a uma escola estadual em um sequestro em Kagara, estado do Níger, na região do Cinturão Médio da Nigéria. Os reféns do sequestro de Kagara já foram libertados.

## Sequestro
O ataque começou quando mais de 100 homens armados chegaram à Escola Secundária de Ciências para Meninas do Governo às 01h00 hora local. Segundo os moradores locais, os pistoleiros permaneceram horas na escola antes de fugir com os alunos. Os homens armados também atacaram um acampamento militar próximo e um posto de controle para evitar a intervenção militar durante o ataque. Foi relatado que alguns dos sequestradores usavam uniformes das forças de segurança. O meio de transporte é contestado, com algumas testemunhas dizendo que os bandidos chegaram em caminhonetes e motocicletas, enquanto outros afirmam que chegaram a pé. Os atiradores dispararam para o ar, no entanto, não está claro se isso foi para assustar a população local ou em combate. Foi relatado que um policial foi morto. Acredita-se que algumas das alunas podem ter sido levadas pelos sequestradores para uma floresta próxima. Atualmente, nenhum grupo assumiu a responsabilidade pelo sequestro. A Amnesty International disse que o incidente constituiu um "crime de guerra".

## Liberação
Em 2 de março de 2021, o governador do estado, Bello Matawalle, anunciou no Twitter que as meninas haviam sido libertadas e agora estavam em instalações do governo na capital do estado, Gusau, esperando para se reunir com suas famílias. O porta-voz do estado esclareceu que todas as meninas haviam sido devolvidas em segurança e contabilizadas. As autoridades teriam estado em contato com os bandidos, mas Matawalle afirmou que nenhum resgate havia sido pago por sua libertação. O comissário de polícia de Zamfara afirmou que um processo de paz liderado pelo governo resultou na libertação das meninas. Foi alegado que "bandidos arrependidos" foram contatados para entrar em contato com seus ex-companheiros, a fim de facilitar a libertação A maioria das meninas estava praticamente ilesa no momento de sua libertação, mas aproximadamente 12 precisaram de tratamento hospitalar. Muitos tiveram lesões nos pés devido à marcha descalça, e todos foram submetidos a exames médicos.